# Río Real
El Real es un río de muy corto recorrido situado en el centro de la provincia de Granada, comunidad autónoma de Andalucía, España, término municipal de Güéjar Sierra, por el que en todo momento discurre, incardinado en pleno parque nacional de Sierra Nevada. Sus aguas y las del río Guarnón, en su confluencia en el paraje de las Minas de la Estrella, conforman el río Genil.

## Curso
Se forma el río Real a una altitud de 1.670 m s. n. m., al pie del promontorio conocido como Majada del Palo (1.812 m s. n. m.) -antesala de la Loma de Casillas-, por la unión del río Valdecasillas, que nace en la laguna de La Mosca o del Mulhacén, situada en la cara norte del Mulhacén, y del río Valdeinfierno, que nace junto a la laguna Larga, bajo los Crestones de Río Seco.
Discurre en dirección NO entre la Loma del Calvario, que constituye su margen derecha, y la del Lanchar, que es su margen izquierda y por donde en paralelo a este río asciende la famosa Vereda de la Estrella. Su cauce es en su mayor parte encajonado y profundo, con aguas muy vivas y arremolinadas, razón por la que se le conoce a este paraje como las Angosturas del Real. Pero antes, a poco de nacer este río, están las Chorreras del Real, cascada que apenas es visible desde la vereda.
Tiene dos afluentes más significativos, ambos se le unen por su derecha. El primero, a los pocos metros de haber quedado formado el Real, es el Barranco de Lucía y el segundo el Barranco del Aceral, que tiene su abrupta desembocadura a la altura de las antiguas Minas de la Justicia.
El río Real toma su nombre de otro asentamiento minero también abandonado en la actualidad, que se llamaba precisamente El Real y estaba ubicado en la Loma del Lanchar, por encima del horcajo o confluencia de ríos que constituyen su cabecera. Aún son claramente visibles los derramaderos de mineral resultantes de esta explotación.
Aguas abajo, el Real se une con el río Guarnón, procedente del Corral del Veleta, y a partir de este punto se le conoce como río Genil.

## Minería
En realidad, entre la desembocadura y la cabecera de este río se suceden las minas de cobre, plata, plomo, hierro espático, calamina y cierto sulfuro de antimonio al que se llamó por sus especiales características "Güejarita", siendo las más destacadas, según se asciende río arriba, las de la Estrella, de la Justicia, la Probadora o Exploradora y la misma del Real. Todas ellas tuvieron su máximo apogeo a finales del siglo XIX, cesando su actividad extractiva a lo largo del siglo XX, principalmente por los altos costes del acarreo del mineral.

## Agricultura y ganadería
En la actualidad este cauce carece de actividad agrícola. Cuando la hubo fue muy escasa y estuvo ligada a las propias explotaciones mineras. La actividad ganadera, en cambio, sí que es relativamente importante, particularmente en periodo estival, predominando el ganado vacuno y, en menor medida, el caprino. No obstante, desde la instauración del parque natural, primero, y posteriormente del parque nacional con autoridad sobre este paraje, se ha controlado el número de reses, lo que se ha dejado notar ostensiblemente en la recuperación de su vegetación autóctona.